# Chestnut Avenue
Chestnut Avenue er en dansk musikgruppe bestående af drengene Nichlas Paasch og Malthe Deichmann Duckert. De vandt det danske MGP 2011 med deres nummer Tro på dig selv, men da Danmark havde begyndt deres fornyelse af MGP-konceptet var der ingen MGP Nordic eller pladekontrakt til vinderen, men i stedet professionel coaching til 50.000 kroner. 
Drengene har siden hen lagt musikken lidt på hylden. Forsanger og guitarist Nichlas Paasch er i dag officer i hæren.